# Azerbajdzjans riksvapen

Azerbajdzjans tidigare riksvapen då landet tillhörde Sovjetunionen

Azerbajdzjans riksvapen blandar symboler som är traditionella och moderna. Mitt i emblemet finns en eldsflamma som kommer av att Azerbajdzjan kan benämnas som landet med den eviga elden. Emblemets färger är hämtade från landets flagga. Emblemets flagga ska symbolisera de olika folkens ursprung i landet. Flera är olika turkiska folk. Den gröna färgen i emblemet ska också symbolisera Islam. Längst ned under emblemet finns på ena sidan ett ax från vete som ska symbolisera den viktigaste jordbruksprodukten i landet. På den andra sidan en kvist med löv från ek. Veteaxet är en kvarleva från det äldre emblemet från sovjettiden och detta tillsammans med eklöven kan fortfarande göra att emblemet kan leda tankarna till socialistiska emblem.